# Cumpston-Gletscher
Der Cumpston-Gletscher ist ein kleiner Gletscher an der Foyn-Küste des Grahamlands auf der Antarktischen Halbinsel. Er mündet zwischen dem Breitfuß- und dem Quartermain-Gletscher in das Kopfende des Mill Inlet.
Das UK Antarctic Place-Names Committee benannte den Gletscher am 21. Juli 1976 nach dem australischen Polarhistoriker John Stanley Cumpston (1909–1986) vom australischen Außenministerium, der gemeinsam mit dem Kartografen Edward Percival Bayliss vom australischen Innenministerium 1939 eine Landkarte über Antarktika veröffentlichte.